# Xosé María García Rodríguez
Xosé María García Rodríguez   (Muros, 6 de febrer de 1912 - San Juan, 2006) fou un escriptor, periodista, diplomàtic i jutge gallec.

## Obres[calcitació]
- Guerra de la Independencia. Ensayo histórico político de una epopeya española, 1945.
- Tambre, 1970 (poema en gallec).
- Río Tambre, 1970 (poema en gallec i espanyol).
- Cativo da mña tristura, 1971.[1]
- Poema da morte do guerrilleiro e do vello das grandes guedellas, 1976 (poema narratiu).
- Brasil. Historia, xente e samba-canción, 1977.
- Unha monxa portuguesa. Sonetos do seu amor, 1979.
- Os mártires de Carral. Poema maior dos Mártires Galegos ou da redenzón, 1981.
- A vila nos anos vinte, (prosa i vers).
- Poema de la solidaridad castellana, 1985 (poema èpic)
- Canto a Galicia, 1987 (poema èpic)
- Libro de guía dos conselleiros que desnortea aos casados e descamiña aos solteiros, 1987 (Novel·la).
- Memorial de saudades, 1996.